# Arma (araldica)
 Un'arma o arme, in araldica, è una rappresentazione grafica simbolica avente lo scopo di consentire l'identificazione di una famiglia, di un ente o di un gruppo sociale, e l'eventuale individuazione di un soggetto specifico all'interno di uno dei suddetti gruppi di riferimento.

## Origine e utilizzo del termine
L'origine del nome deriva chiaramente dall'uso di rappresentare gli stemmi direttamente sugli scudi, sulle cotte d'armi, sulle gualdrappe e sulle bandiere per renderli chiaramente visibili nella concitazione della battaglia.
Comunemente il termine arma è considerato sinonimo del più frequente stemma, anche se in molti casi quest'ultimo è utilizzato per indicare solo lo scudo araldico, una delle componenti dell'arma, insieme con gli ornamenti esteriori. Gli ornamenti esteriori hanno la funzione di evidenziare il grado di nobiltà, le funzioni, il rango del titolare (mantello, elmo, corona, supporti, ecc).

## Classificazione
Quando gli araldisti si occuparono di ordinare e dividere il complesso argomento della scienza araldica, idearono anche un'articolata suddivisione delle armi distinguendole in:
- armi arbitrarie,[2] quelle prese da alcuni, di oscura origine, per capriccio e non per merito o legale concessione
- armi assuntive, quelle che assumeva per diritto chi, pur non avendo armi proprie per nascita, aveva compiuto una grande impresa come quella di far prigioniero, in guerra giusta,[2] un Principe o un Nobile e con tale gesta acquistava lo jus, per sé e per i suoi eredi, di portare lo scudo del prigioniero
- armi brisate,[2] quelle alle quali fu aggiunta qualche brisura, cioè le pezze aggiunte alle armi dei cadetti come la bordura, il lambello, il bastone scorciato, il bastone posto in banda, la cotissa, le stelle, le lune, i gigli, le rose, i bisanti, i plinti, le ruote di speroni, ecc.
- armi caricate,[2] quelle alle quali furono aggiunte alcune pezze per celebrare un illustre avvenimento o per concessione
- armi di adozione,[2] quelle assunte dall'erede di una casata insieme con l'aggiunta del cognome
- armi di alleanza, degli scudi partiti, interzati, inquartati, con quelli di altre famiglie, per matrimonio, ecc. restando sempre l'arma primitiva nel primo quarto, nella prima partitura di destra, in quella del capo o sul tutto
- armi di appannaggio, prese dai figli dei re di Francia e dai principi di sangue reale che prendono i gigli con diverse brisure, secondo gli appannaggi (Angiò, Orleans, ecc.)
- armi di comunità,[2] quelle delle repubbliche, delle città, dei comuni, delle province, dei castelli, ecc.
- armi di concessione, quelle concesse da sovrani per meriti personali e particolari servigi in aggiunta a quelle originali della famiglia
- armi di dignità,[2] quelle inerenti alla carica o l'ufficio esercitato (armi ecclesiastiche, militari e civili)

Lo stemma di Ceuta, oggi spagnola, porta i cinque scudetti del Portogallo cui è appartenuta dal 1415 al 1640

- armi di dominio o di feudo o di sovranità,[2] derivate da feudi o da domini
- armi diffamate o scaricate,[2] quelle che portano l'intero scudo riversato o nel primo un altro scudo rovesciato a testimonianza di fellonia o di totale soppressione dell'onore; o quelle alle quali fu tolta qualche figura onorifica o porzione per castigarne il possessore. Così Giovanni d'Avesnes, avendo ingiuriato sua madre, Margherita di Fiandra, alla presenza del re San Luigi, fu condannato a portare nell'arme il leone nato morto senza lingua, senza unghie e senza coda
- armi d'inchiesta[2] o di ricerca, quelle fatte contro le regole del blasone, errate ma non false
- armi d'origine,[2] quelle portate da certe famiglie per indicare l'origine reale
- armi di padronanza,[2] secondo alcuni quelle aggiunte a città di altra città per indicare esser l'una all'altra soggetta; di papi aggiunte a quelle dei cardinali o arcivescovi in segno di sottomissione; secondo altri, forse più propriamente, si dovrebbero definire tali le armi — appartenenti ad una terra, castello o altro dominio — che si aggiungono alle proprie per dimostrare la padronanza su tale terra; prendendo per buona tale accezione, le armi precedentemente descritte dovrebbero più opportunamente essere definite di dipendenza
- armi di parentela o di parentado,[2] quelle composte di quarti di più case che si aggiungono all'arme propria che viene posta nel centro dello scudo allo scopo di far conoscere le parentele incontrate coi matrimoni o per dare le prove dei quarti di nobiltà per i cavalieri aspiranti ad ordini supremi

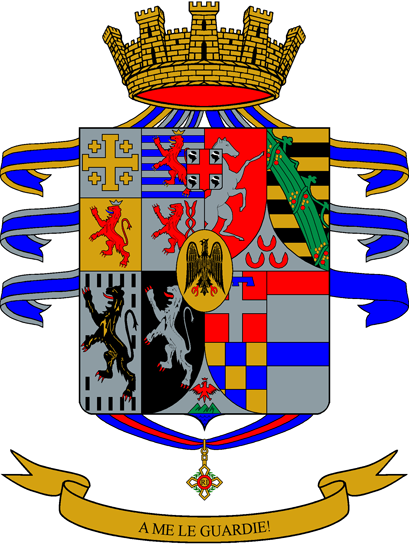

- armi di pretensione,[2] quelle assunte o aggiunte di certi feudi o domini sui quali si accampa qualche diritto; tra gli esempi più noti di tale genere di armi, si possono citare il primo quarto delle grandi armi dei Savoia (oggi portate dai due primi reggimenti granatieri dell'Esercito italiano), nel quale compaiono le armi di Gerusalemme (d'argento, alla croce potenziata, accantonata da quattro crocette, il tutto d'oro),  Lusignano (fasciato d'argento e d'azzurro di dieci pezzi, al leone attraversante di rosso, armato, lampassato e coronato d'oro), Armenia (d'oro, al leone di rosso, armato e coronato d'argento, lampassato d'azzurro) e Lussemburgo (d'argento, al leone di rosso, con la coda bifida, decussata e ridecussata), e l'arma di Francia (d'azzurro, a tre gigli d'oro) che fu presente nello stemma reale del Regno Unito dal 1328 al 1801 a evidenziare le pretese avanzate dai sovrani di Inghilterra sul regno di Francia
- armi di sostituzione,[2] quelle assunte e già appartenute ad una famiglia che si è estinta
- armi di successione,[2] quelle dei regni trasmissibili ai principi ereditari
- armi d'unione,[2] quelle riunite di più domini o sovranità
- armi gentilizie o delle famiglie,[2] quelle ordinarie delle nobili case

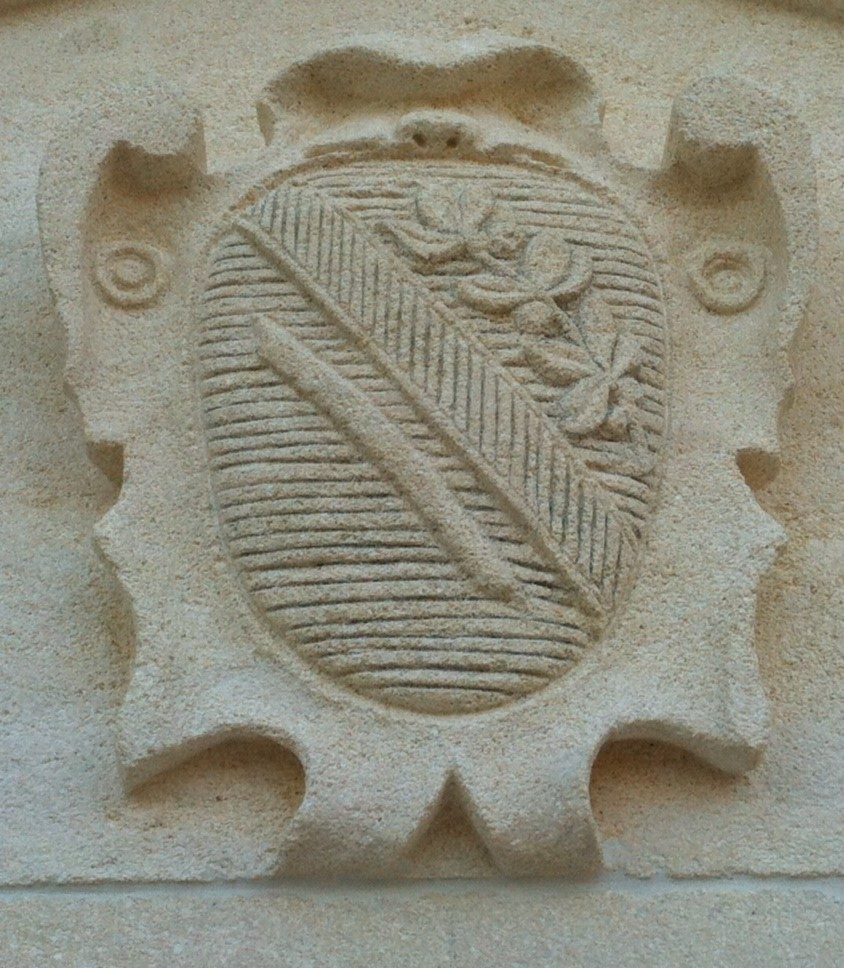
Arma parlante della famiglia Ciciarelli detto Cicerello

- armi parlanti[2] o cantanti o cifrate o agalmoniche o alludenti, quelle alludenti al nome di chi le porta. Fra queste meno nobili sono quelle che furono generate dal cognome; assai più nobili quelle che generarono il cognome. Queste sono dette parlanti. Si dicono simbolico-parlanti quelle, allusive al cognome, ma assunte per gloriose imprese.
- armi piane o pure o piene,[2] quelle composte di un solo smalto
- armi semplici,[2] quelle che contengono una sola arma
- armi composte, quelle che contengono varie armi riunite
- armi sociali,[2] quelle delle chiese, compagnie ecclesiastiche, capitoli, ordini religiosi, collegi, accademie ed altri istituti, le quali non sono segni di nobiltà ma di sola distinzione
- armi vere e legittime,[2] quelle composte secondo le leggi del blasone e dell'arte araldica.